# Dennis Eidner
Dennis Eidner (* 4. August 1989 in Berlin) ist ein deutscher Wasserballspieler.
Eidner gehörte von 2007 bis 2012 zur ersten Mannschaft des deutschen Rekordmeisters Wasserfreunde Spandau 04. Von 2007 bis 2010 gewann er dreimal den Deutschen Meistertitel der Deutschen Wasserball-Liga und zweimal den Deutschen Pokal. Zudem gewann er im Jugendbereich fünfmal den Deutschen Meistertitel und nahm an einer Jugend-WM teil.
Seit 2012 spielt Dennis Eidner beim ASC Duisburg. Im erfolgreichsten Jahr der Vereinsgeschichte, 2013, wurde Eidner mit dem Duisburger Team Deutscher Meister und Deutscher Pokalsieger.
2019 nahm Eidner mit der deutschen Wasserballnationalmannschaft an der Weltmeisterschaft in Südkorea teil und erreichte das Viertelfinale.
Eidner ist 1,79 m groß und bekleidet hauptsächlich die Center-Position im Spiel. Er wird allerdings auch auf der rechten Seite eingesetzt.
Mit Beginn des Jahres 2021 teilt Eidner mit, dass er seine Karriere in der Nationalmannschaft beendet.